# Hans Werner Rothe (Paläontologe)
Hans Werner Rothe (* 25. April 1906 in Erfurt; † um 1985) war ein deutscher Kaufmann, Autor, Paläontologe und Fossiliensammler.

## Leben
Hans Werner Rothe absolvierte bis 1934 an der Handelshochschule Mannheim ein betriebswirtschaftliches Studium und wirkte beruflich später als promovierter Diplom-Kaufmann in Erfurt, Frankfurt am Main und Bad Vilbel.
Er sammelte ab etwa 1926 Fossilien der Trias Thüringens und ist in der Paläontologie vor allem für seine Bearbeitungen und Erstbeschreibungen von Ceratiten des Oberen Muschelkalks von Thüringen bekannt. In den Jahren nach 1947 war er nach der Rückführung aus den Kriegs-Auslagerungsorten an der Einräumung, Neubestimmung und Inventarisierung der Sammlung des Geologisch-Paläontologischen Instituts der Martin-Luther-Universität Halle-Wittenberg beteiligt. 1951 erhielt er vom Staatssekretariat für Hochschulwesen in Berlin einen mit geldlicher Unterstützung versehenen Forschungsauftrag für feinstratigraphische Untersuchungen im Oberen Muschelkalk, dessen Ergebnisse er nach Abschluss der Bearbeitung und seinem um 1953 erfolgten Umzug nach Frankfurt am Main mit seiner Schrift Die Ceratiten und die Ceratitenzonen des Oberen Muschelkalks (Trias) im Thüringer Becken im Jahr 1955 veröffentlichte.
Zu Ehren des Erfurter Fossiliensammlers August Possecker benannte er 1937 den triassischen Cephalopoden Ceratites posseckeri Rothe 1937 und nach dem Lehrer und Paläontologen Hans Penndorf im Jahr 1955 den Cephalopoden Ceratites penndorfi Rothe 1955. Er arbeitete später mit dem Journalisten, Marketingmanager und Paläontologen Rudolf Mundlos zusammen, der zu der erstmals 1969 und später im Lauf der Jahre in mehreren Auflagen erschienenen Veröffentlichung Kleine Versteinerungskunde zahlreiche Farbfotos beisteuerte.
Er war Mitglied im Thüringischen Geologischen Verein und der Vereinigung der Freunde der Mineralogie und Geologie (VFMG e.V.), zu deren Veröffentlichungen er einige Beiträge lieferte. Er beschäftigte sich weiterhin mit der Geschichte Thüringens und veröffentlichte u. a. einige Werke über diverse Burgen und Schlösser in Thüringen. Zahlreiche seiner Schriften erschienen zum Teil ausschließlich wie aber auch zusätzlich im Selbstverlag.
Louis Paul Wunsch benannte 1960 ihm zu Ehren den Cephalopoden Balatonites rothei Wunsch 1960.
Hans Werner Rothe war zuletzt in Bad Vilbel in der Kasseler Str. 53 wohnhaft. Einige der von ihm beschriebenen Originale (u. a. Ceratites luzifer Rothe 1955) befanden sich nach Erwerb von Teilen seiner Sammlung zuletzt in der Sammlung Otmar Kleindienst (1938–2015) in Kleinochsenfurt.

## Schriften und Werke (Auswahl)
- Bilanzkritische Studien auf dem Gebiete der Stahlbaufabriken, insbesondere als Beitrag zum Problem des Betriebsvergleichs. Meininger, Neustadt an der Haardt 1934
- August Possecker und seine Ceratiten. In: Berichte der Westthüringer Heimatvereinigung, 5, Taf. I – III, Langensalza 1937, S. 7–20
- Die Zusammenkunft der Ceratitenfreunde am 6. März 1938 in Erfurt. Tagungsbericht. In: Beiträge zur Geologie von Thüringen, 5, Jena 1938, S. 96–98
- Über die Ceratitenschichten bei Erfurt. In: Beiträge zur Geologie von Thüringen, 7, 1944, 3 Tafeln, S. 137–145
- Zum Problem des Ceratites fastigatus CREDN. Mit Beispielen von thüringischen Fundorten. In: Hallesches Jahrbuch für mitteldeutsche Erdgeschichte, 1, 1951, Tafel I–V, S. 27–32
- Ceratites antecedens BEYR. aus dem Unteren Muschelkalk von Lieskau bei Halle. In: Hallesches Jahrbuch für mitteldeutsche Erdgeschichte, 1, 1951, Tafel IX, S. 67–69
- Über das Sammeln von Ceratiten im Thüringer Becken. In: Der Aufschluss, 5, 1954, S. 82–85
- Die Travertin-Fundstellen in Mühlhausen/Thür. In: Der Aufschluss, 12, 1954, S. 242–248
- Die Ceratiten als Leitfossilien des Oberen Muschelkalks in Thüringen. In: Forschungen und Fortschritte, 28, 6, 1954, S. 188–191
- Die Ceratiten und die Ceratitenzonen des Oberen Muschelkalks (Trias) im Thüringer Becken. Beiträge zur Geologie von Thüringen, 8, Heft 6, 1955, Tafel I–X, S. 257–323
- Ammonoideen aus dem Unteren Muschelkalk. In: Der Aufschluss, 10, 1959, S. 66–68
- Zwei wichtige Funde aus dem Oberen Muschelkalk Schwabens. In: Der Aufschluss, 10, 1959, S. 265–267
- Burgen und Schlösser in Thüringen. Weidlich, Frankfurt/Main 1960
- mit Rozaline K. Johnson: Hunt for Ceratites. In: Rocks & Minerals, 37, 1–2, 1962, S. 19–22
- Die Eckartsburg und Schloss Marienthal bei Eckartsberga. 1963
- Kleine Versteinerungskunde. Hallwag, Ostfildern 1969
- Das Erfurter Kartäuserkloster und seine Bibliothek. Bad Vilbel 1977